# 中南里
中南里，為台灣台北市南港區之一里，屬於三重埔次分區。

## 概述
現今本里範圍於日治時期屬於內湖庄南港三重埔，國民政府遷台後劃設為南港里。之後於民國57年（1968年）因應行政區調整增設新富里；民國79年（1990年）3月12日區里行政區域調整，再將原南港里18鄰忠孝東路七段以西部份劃歸為中南里形成今貌。

## 里界
中南里里界東至忠孝東路七段625巷接研究院路一段與新富里為界；西至忠孝東路七段487巷接466巷沿拇指山脊與東明里、新光里為界；南至拇指山山脊與九如里為界、四分溪與中研里為界；北至南港路一段、市民大道八段573號與三重里、南港里為界。

## 歷任里長
| 任期     | 姓名   |
| -------- | ------ |
| 第1任    | 李春風 |
| 第2-3任  | 陳添枝 |
| 第4任    | 謝添壽 |
| 第5任    | 陳添枝 |
| 第6任    | 謝添壽 |
| 第7-13任 | 詹坤隆 |

## 交通
中南里擁有台北捷運捷運南港站座落，屬於板南線。

### 公車
| 編號      | 路線起迄                   | 經營業者   |
| --------- | -------------------------- | ---------- |
| 212       | 青年公園－舊莊             | 大有巴士   |
| 270       | 中華科技大學－捷運西門站   | 大都會客運 |
| 553       | 金龍寺－南港車站           | 光華巴士   |
| 藍25      | 捷運昆陽站－中華科技大學   | 大有巴士   |
| 藍51      | 捷運昆陽站－東湖安泰里     | 東南客運   |
| 棕19      | 捷運大湖公園站－捷運昆陽站 | 東南客運   |
| 市民小巴6 | 捷運南港站－舊莊           | 大都會客運 |

### 道路
- 忠孝東路七段（台五線）
- 中南街
- 研究院路一段（市道109號，中南街至四分溪之里界道路）
- 市民大道八段（中南街附近於里內）

## 設施和景點
- 台灣基督長老教會南港教會
- 南港車站
- 茅草埔山北峰
- 國家生技研究園區
- 財團法人國家實驗研究院國家實驗動物中心
- 國家文官學院本部
- 南港金山寺
- 工程營產中心
- 中南公園
- 臺北市極限運動訓練中心
- 新南綠地
- 南港滑板公園
- 中南街茄苳樹
- 勤力抽水站
- 中南市場

## 資料來源
1. ↑  . 臺北市鄰里服務網.   [2021-11-30]. （原始内容存档于2021-12-01）.
2. ↑  . 臺北市鄰里服務網.   [2021-11-30]. （原始内容存档于2021-12-01）.
3. ↑  . 臺北市南港區公所.   [2021-11-28]. （原始内容存档于2021-12-01）.
4. ↑  . 地理資訊研究科學專題中心.   [2021-11-30]. （原始内容存档于2021-12-19）.
5. ↑  . 臺北市鄰里服務網.   [2021-11-30]. （原始内容存档于2021-12-01）.